# Sphegigaster jilinensis
Sphegigaster jilinensis är en stekelart som beskrevs av Huang 1991. Sphegigaster jilinensis ingår i släktet Sphegigaster och familjen puppglanssteklar. Inga underarter finns listade i Catalogue of Life.